# Любавка (остановочный пункт)
Любавка (пол. Lubawka) — остановочный пункт в городе Любавка, в Нижнесилезском воеводстве Польши. Бывшая товарно-пассажирская пограничная станция. Имеет 2 платформы и 3 пути.
Станцию построили вместе с международной железнодорожной линией Каменна-Гура (Пруссия) — Краловец (Австро-Венгрия) в 1869 году, когда город Любавка (нем. Liebau) был в составе Королевства Пруссия. По 2007 год на станции был расположен железнодорожный пограничный переход Любавка—Краловец на польско-чешской границе.